# Občina Šmarje pri Jelšah
Občina Šmarje pri Jelšah je jednou z 212 občin ve Slovinsku. Nachází se na východě státu v Savinjském regionu. Občinu tvoří 77 sídel, její celková rozloha je 107,7 km² a k 1. lednu 2017 zde žilo 10 253 obyvatel. Správním střediskem občiny je Šmarje pri Jelšah.

## Geografie
Občina leží na území historického Dolního Štýrska. Je jednou z 33 občin Savinjského regionu.

## Členění občiny
Občinu tvoří 77 sídel: Babna Brda, Babna Gora, Babna Reka, Beli Potok pri Lembergu, Belo, Bezgovica, Bobovo pri Šmarju, Bodrež, Bodrišna vas, Brecljevo, Brezje pri Lekmarju, Bukovje v Babni Gori, Cerovec pri Šmarju, Dol pri Pristavi, Dol pri Šmarju, Dragomilo, Dvor, Gaj, Globoko pri Šmarju, Gornja vas, Grliče, Grobelce, Grobelno - del, Hajnsko, Jazbina, Jerovska vas, Ješovec pri Šmarju, Kamenik, Konuško, Koretno, Korpule, Kristan Vrh, Krtince, Laše, Lekmarje, Lemberg pri Šmarju, Lipovec, Mala Pristava, Mestinje, Močle, Nova vas pri Šmarju, Orehovec, Pečica, Pijovci, Platinovec, Polžanska Gorca, Polžanska vas, Predel, Predenca, Preloge pri Šmarju, Pustike, Rakovec, Senovica, Sladka Gora, Sotensko pri Šmarju, Spodnja Ponkvica, Spodnje Mestinje, Spodnje Selce, Spodnje Tinsko, Stranje, Strtenica, Sveti Štefan, Šentvid pri Grobelnem, Šerovo, Škofija, Šmarje pri Jelšah, Topolovec, Vinski Vrh pri Šmarju, Vodenovo, Vrh, Vršna vas, Zadrže, Zastranje, Završe pri Grobelnem, Zgornje Tinsko, Zibika, Zibiška vas.

## Sousední občiny
Občina Šmarje pri Jelšah sousedí s 5 občinami: Slovenske Konjice a Poljčane na severu, Rogaška Slatina na východě, Podčetrtek na jihovýchodě a Šentjur na jihu a západě.